# Белаши (Шишацкий район)
Белаши (укр. Білаші) — село,
Федунский сельский совет,
Шишацкий район,
Полтавская область,
Украина.
Код КОАТУУ — 5325785202. Население по переписи 2001 года составляло 66 человек.

## Географическое положение
Село Белаши находится на расстоянии в 1 км от сёл Сагайдак, Зозули и Коленьки (Решетиловский район).
По селу протекает пересыхающий ручей с запрудой.
Рядом проходит автомобильная дорога Т-1720.

## Происхождение названия
На территории Украины 3 населённых пункта с названием Белаши.